# 2017년 5월 카불 테러
2017년 5월 31일 아프가니스탄 카불 독일 대사관 부근에서 트럭 폭탄 테러가 발생하였다. 오전 8시 25분에 발생하였으며, 100명 이상이 사망하고 463명이 부상을 당했다. 피해자의 대부분이 시민이였으며, 여러 대사관 건물들이 파손당했다.